# قطعنامه ۱۰۴۲ شورای امنیت
قطعنامه ۱۰۴۲ شورای امنیت سازمان ملل متحد که در تاریخ ۳۱ ژانویه ۱۹۹۶ تصویب شد از سندی بین‌المللی دربارهٔ وضعیت صحرای غربی است. این قطعنامه طی نشست ۳۶۲۵ام با ۱۵ رای موافق، ۰ مخالف و ۰ ممتنع تصویب شد.